# 吴晶晶 (高甲戏演员)
吳晶晶（1964年8月—），高甲戲演員，工旦行，一级演员，厦门市金莲升高甲剧团副團長，第21屆中國戲劇梅花獎（2004年）獲得者，廈門同安蓮河人，政治面貌是中國民主促進會（民主黨派人士）。
2004年3月16日，她成為史上第1位得到中國戲劇梅花獎的高甲戲演員和廈門地級市第1位得中國戲劇梅花獎的演員。
她師承柳素治，代表作是新編古裝戲《上官婉兒》（得梅花獎、第8屆中國戲劇節優秀演員獎、曹禺戲劇獎）。
曾隨團到澳門、金門、新加坡、台灣表演。

## 外部連結
- 戲說高甲戲（页面存档备份，存于）